# Nebrioporus ressli
Nebrioporus ressli är en skalbaggsart som först beskrevs av Wewalka 1974.  Nebrioporus ressli ingår i släktet Nebrioporus och familjen dykare. Inga underarter finns listade i Catalogue of Life.